# Vlajka Wyomingu

Wyomingská vlajka
Poměr stran: 7:10

Vlajka Wyomingu, jednoho z federálních států USA, je tvořena modrým listem o poměru stran 7:10 s červeným a bílým lemem. Vnější červený má šířku 1/20 a vnitřní bílý 1/40 délky vlajky. V modrém poli je bílá silueta bizona amerického o délce ½ délky modrého pole, který má na žebrech velkou pečeť státu Wyoming v modro-bílém provedeni. Pečeť má průměr ⅕ délky modrého pole.
Barvy na vlajce odpovídají barvám na vlajce Spojených států amerických – červená symbolizuje domorodé Američany a krev průkopníků, kteří položili své životy při znovuzískávání půdy. Bílá je symbolem čistoty a upřímnosti. Modrá je barvou oblohy a vzdálených Skalnatých hor. Je také symbolem věrnosti, spravedlnosti a mužnosti. Bizon představuje místní faunu a pečeť na něm naznačuje zvyk označovat hospodářská zvířata.
Na rozdíl od české umožňuje vlajková etiketa Wyomingu vyvěšovat více vlajek na jedné žerdi. Vlajka USA však musí být výše.

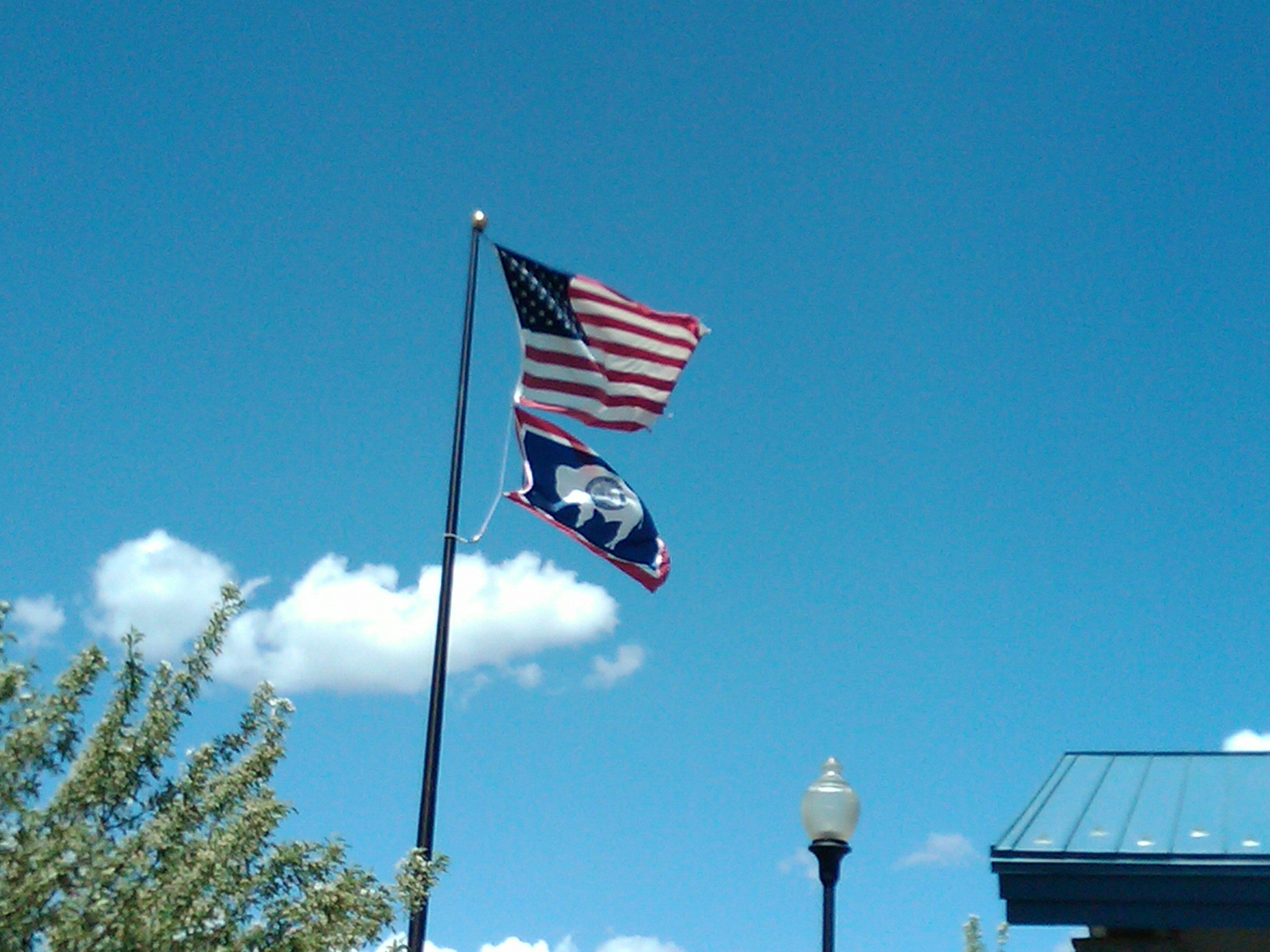
Vlajka státu Wyoming vlající pod vlajkou USA

## Historie
V roce 1916 byla místní odnoží organizace Synové Americké revoluce (SAR) uspořádána veřejná soutěž na návrh wyomingské vlajky. Vítězi byla nabídnuta odměna ve výši 20 dolarů. Do soutěže bylo přihlášeno celkem 37 návrhů. V soutěži zvítězila kresba Verny Keaysové, čerstvé absolventky Institutu umění v Chicagu. 31. ledna 1917 guvernér Robert D. Carey podepsal zákon o státní vlajce, čímž byla vlajka s bizonem oficiálně přijata.
Regentka SAR Grace Raymond Hebardová, profesorka na Wyomingské univerzitě a známá sufražetka, prosadila několik připomínek poté, co byl návrh přijat zákonodárným sborem Wyomingu. V původním návrhu Keaysové je bizon otočený k vlajícímu okraji vlajky, což mělo být symbolem jeho dřívější svobody toulat se po pláních Wyomingu. Hebardová se domnívala, že pokud by bizon stál čelem k žerdi, byl by design vyváženější. Zvířata na vlajkách obecně stojí čelem k žerdi (a to i na rubové straně), stejně tak jako by čelili větru na prérii. Nakonec tak všechny wyomingské vlajky od první vyrobené šarže ukazovaly bizona obráceného směrem k žerdi, ačkoli tato změna nebyla nikdy oficiálně přijata zákonodárným sborem Wyomingu.
Americký viceprezident Dick Cheney, dřívější kongresman z Wyomingu, vyvěsil vlajku ve své kanceláři Bílého domu.